# L'Autre Rivage
 (juin 2017).
Si vous disposez d'ouvrages ou d'articles de référence ou si vous connaissez des sites web de qualité traitant du thème abordé ici, merci de compléter l'article en donnant les références utiles à sa vérifiabilité et en les liant à la section « Notes et références ».
L'Autre Rivage est le quatrième tome du Cycle de Tyranaël écrit par Elisabeth Vonarburg ; il est paru en 1997 aux éditions Alire.

## Résumé
Deux siècles ont passé depuis que Mathieu, le Virginien, a traversé la Mer pour se rendre sur la planète des Anciens. Depuis, des dizaines de passeurs ont suivi son chemin. Les deux espèces se sont mélangées, mais leurs descendants sont le plus souvent privés des talents psychiques que possèdent tous les Anciens : on les appelle des halatnim.

## Première partie
Le roman suit l'histoire de Lian Dougallad Laraïnu, descendant de Mathieu. Au fur et à mesure de son éducation, on découvre plusieurs éléments importants sur la culture des Anciens, qui s'appellent eux-mêmes les Ranao (singulier : Rani). Ayant prévu, des milliers d'années auparavant, l'arrivée des Terriens sur Tyranaël, ils ont décidé de quitter leur planète et de rejoindre son équivalent dans un univers parallèle. La Mer, même si elle garde tout son mystère, semble avoir permis de passer d'un monde à l'autre. La nouvelle planète des Anciens s'appelle Atyrkelsaõ. Il est exactement similaire à Tyranaël, mais l'espèce d'où dérivent les Ranao n'a pas évolué jusqu'au stade conscient, ce qui en faisait un monde vierge jusqu'à l'arrivée des Ranao.
Entièrement dépourvu de pouvoirs, Lian est également insensible au toucher de la Mer, ce qui le place en marge de la société, provoquant des réactions de pitié ou d'hostilité. Lorsqu'il atteint seize saisons, un étrange virginien nommé Odatan le prend sous son aile et l'amène à un endroit où il pourra passer son initiation, dans l'espoir que cela débloque des pouvoirs enfouis. Il se lie d'amitié avec un autre virginien nommé Thomas. Il échoue dans son épreuve initiatique et, dépité, décide de partir dans les îles, où vont vivre tous les Ranao qui ne sont pas satisfaits du mode de vie placide de la population.
Dans le même temps (le roman enchevêtre les chapitres), on suit également Lian, mystérieusement repassé du côté de Tyranaël. Il est recueilli par des Virginiens qui vivent dans une « commune » où tous les biens sont mis en commun et rebaptisé Liam. Deux siècles ont passé depuis le tome précédent et une guerre séculaire déchire cette planète, le gouvernement fédéral luttant contre des rebelles identifiés comme les Rebs, qui sont probablement les héritiers des Rebbims du tome précédent. Lian écrit des contes pour enfants en puisant dans les légendes de son peuple.

## Deuxième partie
Sur Atyrkelsaõ, Lian vit un temps parmi les Chasseurs dans les îles, mais la violence de cette société – aucune loi n'interdit le meurtre ni le viol – le dégoûte profondément et il repart sur le continent. Il y retrouve Odatan, qui s'avère être Mathieu, le tout premier passeur, rendu apparemment immortel par la traversée. Lian entreprend de chercher son père biologique, Dougall. Il se rend notamment sur l'île des morts.
Sur Virginia, Lian est convoqué pour faire son service militaire mais refuse de porter les armes et devient infirmier. Il entame une relation amoureuse avec un autre soldat, Grayson (sur son monde natal, la bisexualité est la norme).
Sur Atyrkelsaõ, Lian retrouve enfin Dougall, qui tente de lui faire réaliser qu'il peut choisir d'être un Rani s'il le veut. Le soir même, lors d'une fête, Dougall tue quelqu'un par accident et est neutralisé. Découragé, Lian se glisse dans la mer au moment de son départ et, pour la toute première fois de l'histoire, est amené sur Virginia.

## Troisième partie
La troisième partie introduit Alice, membre d'un équipage de Terriens qui ont quitté la planète il y a plusieurs siècles à bord d'un astéroïde modifié pour un long voyage stellaire. Alice, fille aînée du Capitaine, a été préparée toute sa vie pour accomplir une mission diplomatique sur Virginia afin d'y trouver la technique de la Propulsion Gresse, une méthode permettant de voyager à des vitesses quasi luminiques. Elle fait secrètement partie d'un groupe de « stoppistes » qui veulent s'installer sur Virginia. Sur Virginia, Alice cherche dans les archives des différentes villes sans trouver le secret de la Propulsion Gresse. Elle entame une relation amoureuse avec un Virginien nommé Anderson.
Lian est envoyé sur la ligne de front où se multiplient de petites escarmouches. Au cours d'une d'entre elles, il voit une jeune rebelle flotter dans les airs, preuve que les talents psychiques n'ont pas disparu sur Virginia ; mais les souvenirs de son escouade sont effacés. Seul Lian, imperméable à la télépathie, conserve la mémoire de l'évènement. Son escouade est un jour attaquée par des rebelles, qui tuent tous les soldats sauf Lian. Gravement blessé et amnésique, celui-ci se réveille dans un hôpital fédéré. Traité en héros de guerre mais dégoûté de lui-même, Lian quitte l'armée. Démobilisé, Lian retourne dans sa ville d'origine mais la communauté qui l'avait accueillie a disparu, et personne ne se le rappelle : il soupçonne le gouvernement d'avoir à nouveau utilisé des télépathes. Il est alors récupéré par un vieillard, qui est en contact télépathique avec Mathieu : il s'agit probablement de Simon Rossem, toujours immortel.
Lian s'enfuit, tombe par hasard au milieu d'une manifestation contre le gouvernement qui est brutalement réprimée. Capturée par des policiers, il débloque soudainement l'intégralité de ses pouvoirs de télépathes. Il est alors conduit devant le gouvernement, un groupe de télépathes très puissants qui manipulent en secret la population ; Grayson en fait partie même si son amour pour Lian semble sincère. Les télépathes refusent de croire que Lian est un Rani, mais il écrase facilement leurs défenses mentales et les réduit à l'impuissance, avant de s'enfuir avec Simon Rossem. Au cours de leur fuite, Lian touche l'esprit de la Mer, devenant pour un instant le Communicateur, chargé de dialoguer avec la Mer. Ses dons psychiques sont calcinés par l'intensité de l'expérience, mais Lian en tire une immense sagesse.
Alice quant à elle trouve enfin la technique qu'elle était venue chercher mais découvre qu'elle a été manipulée par le gouvernement. Elle s'enfuit avec l'aide de son garde du corps, un rebelle infiltré, très puissant télépathe. Après une longue errance dans la nature, elle parvient à transmettre sa découverte à l'astéroïde Lagrange, qui reprend sa route. Alice choisit de rester sur Virginia.
A la fin du roman, Alice fait la connaissance de Lian. On comprend alors que les deux personnages n'évoluaient pas jusque-là sur la même ligne temporelle. Des années ont passé depuis la fuite de Lian. Sous son impulsion, des Virginiens ont à nouveau choisi de devenir des passeurs et de rejoindre le monde des Ranao. Lian a écrit un livre relatant son expérience, qui a encouragé le mouvement des rebelles, lequel semble sur le point de l'emporter définitivement.
Dans les dernières pages du livre, Alice est enceinte de Lian et atteint des jumeaux. Lian semble enfin réconcilié avec lui-même.